# August Wilhelm Ammon
August Wilhelm Ammon (* 1812 in Veßra, Königreich Sachsen; † 1895) war ein deutscher Maler. 
Er studierte an den Kunstakademien in Berlin, München und Paris. Nach seinem Studium arbeitete er in London, Boston und San Francisco. Ab 1836 war er erst als Tiermaler, später als Geschichts- und Porträtmaler in Berlin ansässig. Er beteiligte sich von 1832 bis 1848 an den Ausstellungen der Akademie der Künste in Berlin, vorwiegend mit Darstellungen von Pferden und militärhistorischen Ereignissen. Ende der 1840er Jahre gründete er eine lithografische Kunstdruckerei, für die er selbst Landschaften und sogenannte „Erinnerungsblätter an Berlin“ zeichnete. 